# Andrew Johnsons kabinett
Andrew Johnsons kabinett var USA:s 17:e regering, ledd av president Andrew Johnson från 15 april 1865 till 4 mars 1869. Johnson blev president efter mordet på Abraham Lincoln och behöll flera av Lincolns ministrar i början av mandatperioden.